# Vivek Prasad
Vivek Prasad, född den 25 februari 2000 i Bhopal, är en indisk landhockeyspelare.

## Karriär
Vivek Prasad ingick i det indiska landhockeylag som tog brons vid OS 2020 och vid OS 2024.